# Lucas Cornelius Steyn
Lucas Cornelius Steyn (?, 1903. december 21. – Pretoria, 1976. július 28.) Dél-Afrika főbírája, valamint kétszer Dél-Afrika ideiglenes főkormányzója.

## Élete
Steyn 1903-ban született az Oranje Folyó Kolóniában egy farmon, nem sokkal azután, hogy a terület a második búr háború után brit fennhatóság alá került. Szülei Christiaan Louwrens Steyn és Magdalena Josina Maria Kruger voltak. A Kroonstad Középiskolába járt, 1926-ban jogi diplomát szerzett a Stellenboschi Egyetemen, már 1928-ban elkezdett ügyvédként tevékenykedni, de csak 1929-ben szerzett jogi doktorátust.
1931 és 1933 között Délnyugat-Afrika főügyésze volt, 1931 és 1933 között az igazságügyi minisztériumban dolgozott. 1943-ban királyi tanácsosnak nevezték ki. 1946 és 1949 között az Egyesült Nemzetek Szervezeténeknek dolgozott jogi tanácsadóként, jelen volt a Nemzetközi Bíróság 1950-es Dél-Afrikával kapcsolatos ülésén.
Steynt 1951-ben a Legfelsőbb Bíróság bírájává nevezték ki. Nem sokkal ezután, 1955-ben a fellebbviteli osztályba léptették elő. Nem sokkal ezután pedig kinevezték főbírónak. Legfelsőbb bíróként ideiglenesen kétszer is a Dél-afrikai Unió főkormányzójává választották mint "kormányt igazgató tiszt". 

## Magánélete
Steyn 1928-ban feleségül vette Huibrecht van Schoort. Két gyermekük született. 1976-ban halt meg.

## Fordítás
Ez a szócikk részben vagy egészben  a   Lucas Cornelius Steyn című angol Wikipédia-szócikk ezen változatának fordításán alapul.  Az eredeti cikk szerkesztőit annak laptörténete sorolja fel. Ez a jelzés csupán a megfogalmazás eredetét és a szerzői jogokat jelzi, nem szolgál a cikkben szereplő információk forrásmegjelöléseként.